# Forest Meadows
Forest Meadows is een plaats in Calaveras County in Californië in de VS.

## Geografie
Forest Meadows bevindt zich op 38°10′11″Noord, 120°23′53″West. De totale oppervlakte bedraagt 14,7 km², wat allemaal land is.

## Demografie
Volgens de census van 2000 bedroeg de bevolkingsdichtheid 81,7/km² (211,6/mijl²) en bedroeg het totale bevolkingsaantal 1197 dat bestond uit:
- 95,66% blanken
- 1,75% inheemse Amerikanen
- 0,67% Aziaten
- 0,25% andere
- 1,67% twee of meer rassen
- 3,59% Spaans of Latino

Er waren 531 gezinnen en 398 families in Forest Meadows. De gemiddelde gezinsgrootte bedroeg 2,25.

## Plaatsen in de nabije omgeving
De onderstaande figuur toont nabijgelegen plaatsen in een straal van 16 km rond Forest Meadows.